# Hillal Soudani
Hillal Soudani, né le 25 novembre 1987 à Chlef en Algérie, est un footballeur international algérien, qui évolue au poste d'attaquant à NK Maribor en Slovénie.

## Carrière en club

### ASO Chlef
Hillal Soudani joue entre 2004 et 2011 avec l'ASO Chlef, club de sa ville natale. Il y joue en tout 106 matchs pour 53 buts marqués. Il intègre l'effectif professionnel dès 2005 mais ne fait qu'une seule apparition en championnat durant la saison 2005-2006. Il inscrit son tout premier but en première division face à la JS Kabylie.
C'est durant la saison 2007-2008 qu'il explose vraiment en faisant 24 apparitions pour 11 buts. Durant cette même année, il est élu meilleur espoir par DZfoot, à la suite de ses bonnes performances en club.
Pendant la saison 2010-2011, il est le meilleur buteur du championnat d'Algérie avec 18 buts marqués en 25 rencontres. Ces performances attirent l'attention de plusieurs clubs européens dont Le Mans UC. Il effectue des tests dans le club du Mans, mais il n'est pas conservé.

### Vitoria Guimarães

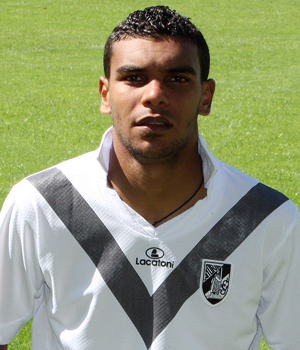
Soudani sous le maillot de Vitoria Guimarães en 2011.

Le 5 août 2011, Hillal Soudani, s’engage officiellement avec le Vitoria Guimarães, en signant un contrat de trois ans contre une somme qui avoisinerait les 800 000 euros.
L’attaquant international déclare : « J’ai été champion en Algérie et j’ai remporté le titre de meilleur buteur avec 18 buts. Je veux aussi gagner des titres ici ». Il rajoute : « Guimarães est une belle ville avec un club ambitieux qui se bat pour jouer les premières places du championnat portugais, je suis venu ici pour aider le club à gagner des titres ».
Il fait sa première apparition avec le club, le 25 aout 2011 lors du match Vitoria Guimarães contre l'Atlético Madrid qui se solde par une lourde défaite de 4-0 du club portugais en Ligue Europa. Durant cette saison, il parvient à inscrire quatre buts en championnat et deux en coupe du Portugal.
Sa saison 2012-2013 commence assez difficilement. Il contracte ensuite une blessure, peu de temps avant la coupe d'Afrique des nations 2013 mais se rétablit juste à temps pour participer à la compétition. De retour en club, il perd son statut de titulaire. Or, quand il le retrouve, il explose littéralement en enchaînant les buts dont un doublé très important contre Olhanense qui permet à son équipe de l'emporter 2-1. Le Vitoria Guimarães parvient à atteindre la finale de la coupe du Portugal contre le Benfica. Mené au score jusqu'à la 80e minute par un but, le Vitoria Guimarães, parvient à égaliser grâce à Soudani. Deux minutes plus tard, il offre une passe décisive qui donne l'avantage à son équipe pour une victoire de 2-1. Il ajoute ainsi la coupe du Portugal à son palmarès et offre son dernier cadeau aux supporters puisqu'il est partant pour le mercato. Il finit la saison avec neuf buts en championnats et trois en coupe, ce qui est une nette amélioration par rapport à la saison précédente.

### Dinamo Zagreb
Au mercato estival, convoité entre autres par le Celtic Glasgow, il signe un contrat de quatre ans, à la surprise générale et contre toute attentes au Dinamo Zagreb. Son sélectionneur en équipe d'Algérie, Vahid Halilhodžić l'avait conseillé aux dirigeants du club.
Il joue son premier match lors supercoupe de Croatie 2013 contre le Hadjuk Split. Il y délivre une passe décisive avant que son équipe l'emporte aux tirs au but. Ensuite, il marque un doublé et délivre une passe décisive lors de qualifications de la ligue des champions contre les Luxembourgeois de Fola Esch, match remporté facilement 5-0. Il marque à nouveau contre les Moldaves du Sheriff Tiraspol et son équipe se qualifie pour les barrages. Le Dinamo s'incline contre l'Austria Vienne sans que Soudani ait marqué. Ils sont renversés en Ligue Europa, mais arrivent quatrième de leur groupe sans que Soudani n'inscrive le moindre but.
Il remporte facilement le championnat croate 2013-2014 avec son équipe en marquant seize buts en championnat dont un coup de chapeau lors de la victoire 3-0 contre NK Slaven Belupo. Il remporte le titre de meilleur joueur du championnat, et finit la saison avec un bilan de 19 buts et 7 passe décisives toutes compétitions confondues.
La saison 2014-2015 commence très bien pour Soudani. Après une bonne coupe du monde avec l'Algérie, il attire de nombreux clubs, dont Anderlecht, 1. FSV Mayence 05 et d'autres formations allemandes. Mais sa clause fixée à 7 millions d'euros par le Dinamo semble rédhibitoire. Il reste au club et marque deux buts en deux matchs contre les lituaniens du Vilinius Zalgiris lors des qualifications à la ligue des champions. Par contre, il se fait éliminer au tour suivant par les Danois de l'Aalborg BK, ce qui le prive une seconde année consécutive de la prestigieuse compétition européenne.
En début de championnat, il explose en marquant beaucoup de buts et en enchaînant les belles prestations. Contre le Lokomotiv où son équipe est dominée 3-1 à la mi-temps, il entre en cours de seconde période, délivre une passe décisive et marque deux buts en fin de match, dont un à la 90e+1, sur une action au cours de laquelle il mystifie quatre joueurs avant de se retrouver seul devant le gardien et de donner la victoire au Dinamo 4-3.
Le 18 septembre 2014, pour le compte de la Ligue Europa, il dispute avec le Dinamo le match d'ouverture contre les Roumains d'Astra. Il s'illustre de très belle façon en marquant un coup du chapeau qui permet à son équipe de dominer 3-0 à la mi-temps. En seconde période, il délivre une passe décisive qui permet à son équipe de s'imposer 5-1.

### Nottingham Forest
Le 28 janvier 2018, Soudani rejoint le club anglais de Nottingham Forest pour une durée de trois ans. Le montant du transfert n'est pas connu.

### Al Fateh
Le 29 juin 2018, Hillal Soudani, s’est engagé avec le club saoudien d’Al Fateh pour une durée de six mois.

### NK Maribor
Le 12 juin 2023, il signe pour deux ans au NK Maribor.

## Carrière équipe nationale

### Équipe A'
En février 2011, Soudani est sélectionné par l'entraîneur algérien Abdelhak Benchikha pour faire partie de l'effectif de l'équipe d'Algérie de football A' et participer au Championnat d'Afrique des nations de football 2011 joué au Soudan. Lors du premier match du groupe contre l'Ouganda, Soudani commence le match en tant que titulaire et inscrit un but à la 61e minute (victoire algérienne 2-0. Lors du second match de poule contre le Gabon, il inscrit un doublé, avec deux buts à la 71e puis à la 90e minute (match nul de l'Algérie 2-2).

### Équipe A

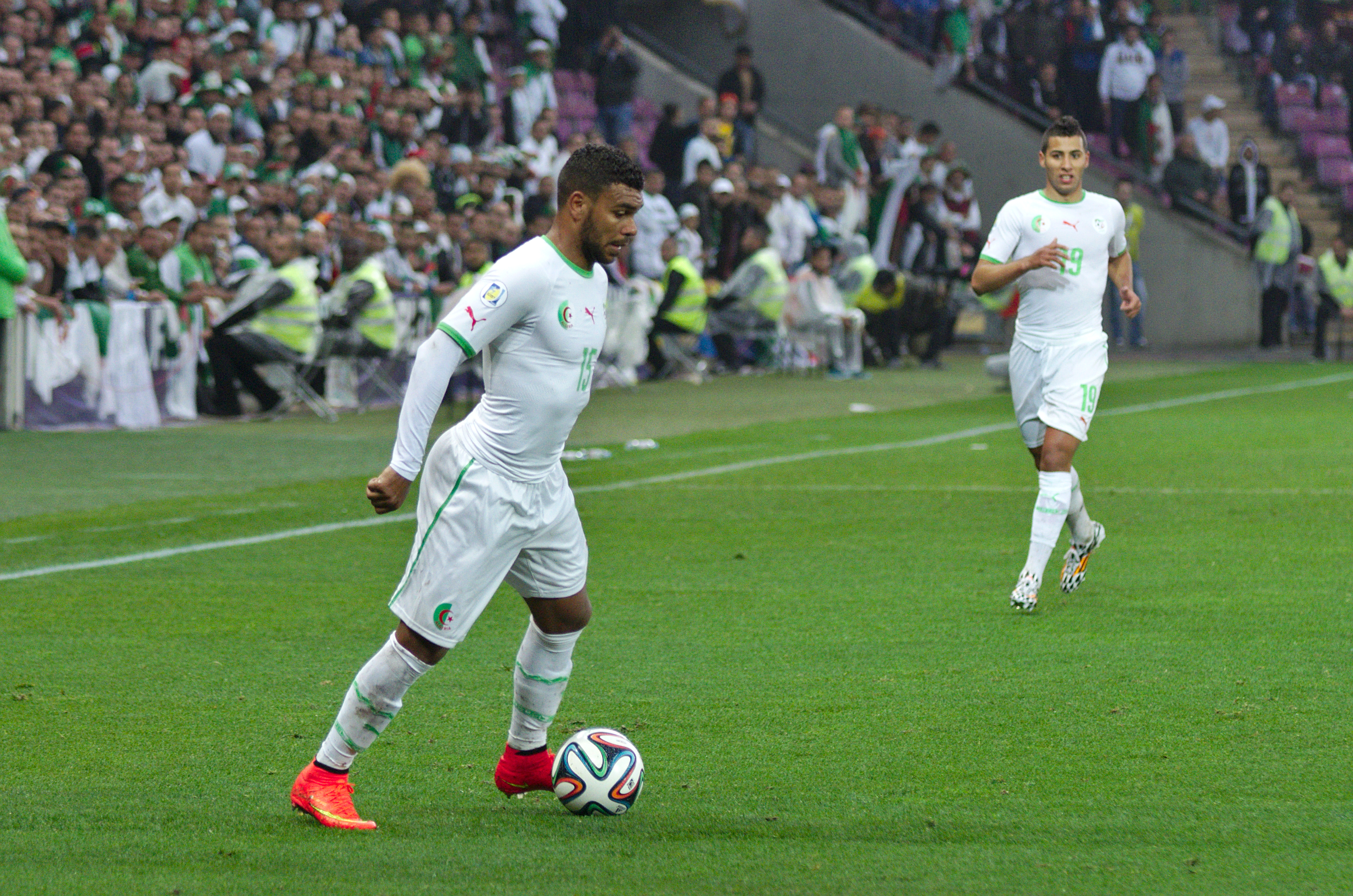
Soudani sous le maillot de l'Algérie en 2014.

Il marque son premier but avec l'équipe A, en match amical, contre le Niger, d'une frappe du pied gauche. Le 2 juin 2012, lors de la première journée de qualification pour la Coupe du monde 2014 au Brésil, il inscrit un doublé pour l'équipe d’Algérie face au Rwanda (victoire de l’Algérie 4-0) dans un Stade Mustapha Tchaker complètement en euphorie. Il marque son 4e but lors d'une victoire (4-1) contre la Gambie d'une frappe du pied droit sur un centre de Mehdi Mostefa. Il marque son 5e but face à la Libye (un but qui donne la victoire à l'Algérie) d'une frappe croisée du pied gauche.
Le 14 octobre 2012 à Blida, lors du match retour contre la Libye comptant pour la dernière journée des Qualifications à la Coupe d'Afrique des nations de football 2013, il ouvre le score pour l'Algérie d'un but de la tête à la quatrième minute. Il s'illustre aussi durant ce match par un beau centre, relancé par le gardien libyen mais transformé de la tête par son coéquipier Islam Slimani. Avec cette victoire 2-0, l'Algérie gagne son billet pour la CAN. Pendant la compétition qui se déroule en Afrique du Sud, il débute remplaçant face à la Tunisie (match perdu 1-0 par les fennecs), titulaire face aux éperviers du Togo (match perdu par les fennecs 2-0). Titulaire une nouvelle fois face à la Côte d'Ivoire, il inscrit un but de la tête à la 70e minute qui permet à l’Algérie de mener 2-0 (après un penalty de Sofiane Feghouli). En deux minutes, la Côte d'Ivoire revient au score (2-2) notamment grâce à un but de la tête de Didier Drogba. L’Algérie termine la CAN à la dernière place de son groupe avec seulement un point au compteur.
L'Algérie domine son groupe de qualification pour la Coupe du monde 2014 et tombe en barrage contre le Burkina Faso. Après une défaite à l'extérieur 3-2, il l'emporte avec l'Algérie 1-0 à domicile en ayant failli marquer contre son camp en toute fin de partie. L'Algérie se qualifie au nombre de buts marqués à l'extérieur. Il enchaîne ensuite les matchs amicaux avec l'Algérie dont des buts contre la Slovénie et la Roumanie.
Pendant la Coupe du monde 2014, il est titularisé lors du premier match contre la Belgique. Il est remplacé alors que son équipe mène 1-0. Les Belges remontent au score, avant de gagner la partie 2-1. Il entre en jeu pour les dernières minutes lors de la qualification pour les huitièmes de finale face à la Russie. Il est titularisé lors du match face à l'Allemagne mais l'Algérie est éliminée (1-2). Lui et son équipe ont réalisé un parcours honorable même s'il n'a pas réussi à marquer.

## Style de jeu
Soudani est un avant-centre gaucher avec une bonne finition et un bon jeu de tête. De par sa vitesse, il peut jouer dans les ailes afin de servir des passes à ses coéquipiers ou marquer des buts opportunistes dans la surface de réparation.

## Statistiques

### En club
| Saison                | Club                  | Championnat           | Championnat | Championnat | Championnat | Coupe nationale | Coupe nationale | Coupe nationale | Coupe de la Ligue | Coupe de la Ligue | Coupe de la Ligue | Supercoupe | Supercoupe | Supercoupe | Compétition(s) continentale(s) | Compétition(s) continentale(s) | Compétition(s) continentale(s) | Compétition(s) continentale(s) | Total | Total | Total |
| Saison                | Club                  | Division              | M.          | B.          | P.d.        | M.              | B.              | P.d.            | M.                | B.                | P.d.              | M.         | B.         | P.d.       | Comp.                          | M.                             | B.                             | P.d.                           | M.    | B.    | P.d.  |
| 2005-2006             | ASO Chlef             | Ligue 1               | 1           | 0           | 0           | -               | -               | -               | -                 | -                 | -                 | -          | -          | -          | -                              | -                              | -                              | -                              | 1     | 0     | 0     |
| 2006-2007             | ASO Chlef             | Ligue 1               | 16          | 3           | 0           | 1               | 0               | 0               | -                 | -                 | -                 | -          | -          | -          | CAF2                           | 2                              | 0                              | 0                              | 19    | 3     | 0     |
| 2007-2008             | ASO Chlef             | Ligue 1               | 26          | 11          | 5           | 1               | 0               | 0               | -                 | -                 | -                 | -          | -          | -          | -                              | -                              | -                              | -                              | 27    | 11    | 5     |
| 2008-2009             | ASO Chlef             | Ligue 1               | 22          | 4           | 2           | -               | -               | -               | -                 | -                 | -                 | -          | -          | -          | CAF                            | 0                              | 0                              | 0                              | 22    | 4     | 2     |
| 2009-2010             | ASO Chlef             | Ligue 1               | 27          | 11          | 1           | 4               | 4               | 0               | -                 | -                 | -                 | -          | -          | -          | -                              | -                              | -                              | -                              | 31    | 15    | 1     |
| 2010-2011             | ASO Chlef             | Ligue 1               | 25          | 18          | 4           | 3               | 1               | 0               | -                 | -                 | -                 | -          | -          | -          | -                              | -                              | -                              | -                              | 28    | 19    | 4     |
| Sous-total            | Sous-total            | Sous-total            | 117         | 47          | 12          | 9               | 5               | 0               | -                 | -                 | -                 | -          | -          | -          | -                              | 2                              | 0                              | 0                              | 128   | 52    | 12    |
| 2011-2012             | Vitória Guimarães     | Liga Sagres           | 16          | 4           | 0           | 2               | 2               | 0               | 2                 | 0                 | 0                 | -          | -          | -          | C3                             | 1                              | 0                              | 0                              | 21    | 6     | 0     |
| 2012-2013             | Vitória Guimarães     | Liga Sagres           | 21          | 9           | 0           | 3               | 3               | 0               | -                 | -                 | -                 | -          | -          | -          | -                              | -                              | -                              | -                              | 24    | 12    | 0     |
| Sous-total            | Sous-total            | Sous-total            | 37          | 13          | 0           | 5               | 5               | 0               | 2                 | 0                 | 0                 | -          | -          | -          | -                              | 1                              | 0                              | 0                              | 45    | 18    | 0     |
| 2013-2014             | Dinamo Zagreb         | Prva Liga             | 31          | 16          | 6           | 5               | 0               | 2               | -                 | -                 | -                 | 1          | 0          | 1          | C1+C3                          | 5+4                            | 3+0                            | 1+0                            | 46    | 19    | 10    |
| 2014-2015             | Dinamo Zagreb         | Prva Liga             | 23          | 11          | 11          | 3               | 0               | 0               | -                 | -                 | -                 | -          | -          | -          | C1+C3                          | 4+8                            | 2+3                            | 0+1                            | 38    | 16    | 12    |
| 2015-2016             | Dinamo Zagreb         | Prva Liga             | 21          | 8           | 3           | 5               | 3               | 0               | -                 | -                 | -                 | -          | -          | -          | C1                             | 11                             | 3                              | 5                              | 37    | 14    | 8     |
| 2016-2017             | Dinamo Zagreb         | Prva Liga             | 29          | 17          | 7           | 1               | 0               | 0               | -                 | -                 | -                 | -          | -          | -          | C1                             | 11                             | 2                              | 1                              | 41    | 19    | 8     |
| 2017-2018             | Dinamo Zagreb         | Prva Liga             | 28          | 17          | 6           | 4               | 1               | 0               | -                 | -                 | -                 | -          | -          | -          | C3                             | 3                              | 0                              | 0                              | 35    | 18    | 6     |
| Sous-total            | Sous-total            | Sous-total            | 132         | 69          | 33          | 18              | 4               | 2               | -                 | -                 | -                 | 1          | 0          | 1          | -                              | 46                             | 13                             | 8                              | 197   | 86    | 44    |
| 2018-2019             | Nottingham Forest FC  | Championship          | 6           | 2           | 0           | -               | -               | -               | 2                 | 0                 | 0                 | -          | -          | -          | -                              | -                              | -                              | -                              | 8     | 2     | 0     |
| 2019-2020             | Olympiakos            | Super League          | 19          | 7           | 5           | 1               | 0               | 0               | -                 | -                 | -                 | -          | -          | -          | C1                             | 1                              | 0                              | 0                              | 21    | 7     | 5     |
| 2020-2021             | Olympiakos            | Super League          | 5           | 2           | 0           | 1               | 0               | 0               | -                 | -                 | -                 | -          | -          | -          | C1                             | 4                              | 0                              | 0                              | 10    | 2     | 0     |
| Sous-total            | Sous-total            | Sous-total            | 24          | 9           | 5           | 2               | 0               | 0               | -                 | -                 | -                 | -          | -          | -          | -                              | 5                              | 0                              | 0                              | 31    | 9     | 5     |
| 2021                  | Al-Fateh SC           | Saudi Pro League      | 13          | 2           | 0           | 2               | 0               | 0               | -                 | -                 | -                 | -          | -          | -          | -                              | -                              | -                              | -                              | 15    | 2     | 0     |
| 2021-2022             | Damac FC              | Saudi Pro League      | 25          | 8           | 1           | -               | -               | -               | -                 | -                 | -                 | -          | -          | -          | -                              | -                              | -                              | -                              | 25    | 8     | 1     |
| 2022-2023             | Damac FC              | Saudi Pro League      | 20          | 6           | 2           | 1               | 0               | 0               | -                 | -                 | -                 | -          | -          | -          | -                              | -                              | -                              | -                              | 21    | 6     | 2     |
| Sous-total            | Sous-total            | Sous-total            | 45          | 14          | 3           | 1               | 0               | 0               | -                 | -                 | -                 | -          | -          | -          | -                              | -                              | -                              | -                              | 46    | 14    | 3     |
| 2023-2024             | NK Maribor            | Prvaliga              | 27          | 15          | 2           | 3               | 1               | 1               | -                 | -                 | -                 | -          | -          | -          | C4                             | 1                              | 0                              | 0                              | 31    | 16    | 3     |
| 2024-2025             | NK Maribor            | Prvaliga              | 27          | 9           | 2           | 3               | 2               | 0               | -                 | -                 | -                 | -          | -          | -          | C3+C4                          | 1+2                            | 0+1                            | 0                              | 33    | 12    | 2     |
| 2025-2026             | NK Maribor            | Prvaliga              | 3           | 2           | 0           | -               | -               | -               | -                 | -                 | -                 | -          | -          | -          | C4                             | 2                              | 0                              | 0                              | 5     | 2     | 0     |
| Sous-total            | Sous-total            | Sous-total            | 57          | 26          | 4           | 6               | 3               | 1               | -                 | -                 | -                 | -          | -          | -          | -                              | 6                              | 1                              | 0                              | 69    | 30    | 5     |
| Total sur la carrière | Total sur la carrière | Total sur la carrière | 431         | 182         | 57          | 43              | 17              | 3               | 4                 | 0                 | 0                 | 1          | 0          | 1          | -                              | 60                             | 14                             | 8                              | 539   | 213   | 69    |

### En sélection nationale
| Saison                | Sélection             | Phases finales        | Phases finales | Phases finales | Phases finales | Éliminatoires CDM | Éliminatoires CDM | Éliminatoires CDM | Éliminatoires CAN | Éliminatoires CAN | Éliminatoires CAN | Matchs amicaux | Matchs amicaux | Matchs amicaux | Total | Total | Total |
| Saison                | Sélection             | Compétition           | M              | B              | Pd             | M                 | B                 | Pd                | M                 | B                 | Pd                | M              | B              | Pd             | M     | B     | Pd    |
| --------------------- | --------------------- | --------------------- | -------------- | -------------- | -------------- | ----------------- | ----------------- | ----------------- | ----------------- | ----------------- | ----------------- | -------------- | -------------- | -------------- | ----- | ----- | ----- |
| 2010-2011             | Algérie               | -                     | -              | -              | -              | -                 | -                 | -                 | 1                 | 0                 | 0                 | -              | -              | -              | 1     | 0     | 0     |
| 2011-2012             | Algérie               | -                     | -              | -              | -              | 2                 | 2                 | 0                 | 1                 | 1                 | 2                 | 2              | 1              | 0              | 5     | 4     | 2     |
| 2012-2013             | Algérie               | CAN 2013              | 3              | 1              | 0              | 2                 | 2                 | 0                 | 2                 | 0                 | 0                 | 2              | 1              | 0              | 9     | 4     | 0     |
| 2013-2014             | Algérie               | Coupe du monde 2014   | 3              | 0              | 0              | 3                 | 1                 | 0                 | -                 | -                 | -                 | 4              | 2              | 0              | 10    | 3     | 0     |
| 2014-2015             | Algérie               | CAN 2015              | 3              | 1              | 0              | -                 | -                 | -                 | 4                 | 3                 | 0                 | 1              | 0              | 0              | 8     | 4     | 0     |
| 2015-2016             | Algérie               | -                     | -              | -              | -              | -                 | -                 | -                 | 2                 | 3                 | 0                 | 2              | 0              | 0              | 4     | 3     | 0     |
| 2016-2017             | Algérie               | CAN 2017              | 1              | 0              | 0              | 1                 | 1                 | 0                 | 2                 | 2                 | 0                 | 1              | 1              | 0              | 5     | 4     | 0     |
| 2017-2018             | Algérie               | -                     | -              | -              | -              | 3                 | 0                 | 1                 | -                 | -                 | -                 | 4              | 0              | 0              | 7     | 0     | 1     |
| 2019-2020             | Algérie               | -                     | -              | -              | -              | -                 | -                 | -                 | 2                 | 1                 | 0                 | -              | -              | -              | 2     | 1     | 0     |
| 2020-2021             | Algérie               | -                     | -              | -              | -              | -                 | -                 | -                 | 1                 | 0                 | 0                 | -              | -              | -              | 1     | 0     | 0     |
| 2021-2022             | Algérie               | Coupe arabe 2021      | 4              | 1              | 1              | -                 | -                 | -                 | -                 | -                 | -                 | -              | -              | -              | 4     | 1     | 1     |
| Total sur la carrière | Total sur la carrière | Total sur la carrière | 14             | 3              | 1              | 11                | 6                 | 1                 | 15                | 10                | 2                 | 16             | 5              | 0              | 56    | 24    | 4     |

### Matchs internationaux
Le tableau suivant liste les rencontres de l'équipe d'Algérie dans lesquelles Hillal Soudani a été sélectionné depuis le 4 juin 2011 jusqu'à présent.

### Buts internationaux
Hillal Soudani compte 24 buts avec l'équipe nationale, y compris le but marqué en Coupe arabe de la FIFA 2021 avec une équipe nationale composée de joueurs locaux et ceux de l'équipe A. Ce dernier est comptabilisé par la fifa.
| Buts internationaux de Hillal Soudani | Buts internationaux de Hillal Soudani                                          | Buts internationaux de Hillal Soudani                                          | Buts internationaux de Hillal Soudani                                          | Buts internationaux de Hillal Soudani                                          | Buts internationaux de Hillal Soudani                                          | Buts internationaux de Hillal Soudani                                          | Buts internationaux de Hillal Soudani                                          | Buts internationaux de Hillal Soudani                                          | Buts internationaux de Hillal Soudani                                          |
| No                                    | Date                                                                           | Sél.                                                                           | Lieu                                                                           | Adversaire                                                                     | Score                                                                          | Résultat                                                                       | Compétition                                                                    | Détail                                                                         |                                                                                |
| ------------------------------------- | ------------------------------------------------------------------------------ | ------------------------------------------------------------------------------ | ------------------------------------------------------------------------------ | ------------------------------------------------------------------------------ | ------------------------------------------------------------------------------ | ------------------------------------------------------------------------------ | ------------------------------------------------------------------------------ | ------------------------------------------------------------------------------ | ------------------------------------------------------------------------------ |
| 1                                     | 26/05/2012                                                                     | 3                                                                              | Stade Mustapha-Tchaker, Blida                                                  | Niger                                                                          | 3 - 0                                                                          | 3 - 0                                                                          | Match amical                                                                   | 83e du pied gauche                                                             |                                                                                |
| 2                                     | 02/06/2012                                                                     | 4                                                                              | Stade Mustapha-Tchaker, Blida                                                  | Rwanda                                                                         | 2 - 0                                                                          | 4 - 0                                                                          | Qualifs CDM 2014                                                               | 31e de la tête                                                                 |                                                                                |
| 3                                     | 02/06/2012                                                                     | 4                                                                              | Stade Mustapha-Tchaker, Blida                                                  | Rwanda                                                                         | 4 - 0                                                                          | 4 - 0                                                                          | Qualifs CDM 2014                                                               | 82e de la tête                                                                 |                                                                                |
| 4                                     | 15/06/2012                                                                     | 6                                                                              | Stade Mustapha-Tchaker, Blida                                                  | Gambie                                                                         | 4 - 1                                                                          | 4 - 1                                                                          | Qualifs CAN 2013                                                               | 66e du pied droit                                                              |                                                                                |
| 5                                     | 09/09/2012                                                                     | 7                                                                              | Stade Mohammed-V, Casablanca                                                   | Libye                                                                          | 0 - 1                                                                          | 0 - 1                                                                          | Qualifs CAN 2013                                                               | 88e du pied gauche                                                             |                                                                                |
| 6                                     | 14/10/2012                                                                     | 8                                                                              | Stade Mustapha-Tchaker, Blida                                                  | Libye                                                                          | 1 - 0                                                                          | 2 - 0                                                                          | Qualifs CAN 2013                                                               | 5e de la tête                                                                  |                                                                                |
| 7                                     | 30/01/2013                                                                     | 12                                                                             | Stade Royal Bafokeng, Rustenburg                                               | Côte d'Ivoire                                                                  | 2 - 0                                                                          | 2 - 2                                                                          | CAN 2013                                                                       | 70e de la tête                                                                 |                                                                                |
| 8                                     | 02/06/2013                                                                     | 14                                                                             | Stade Mustapha-Tchaker, Blida                                                  | Burkina Faso                                                                   | 1 - 0                                                                          | 2 - 0                                                                          | Match amical                                                                   | 34e du pied droit                                                              |                                                                                |
| 9                                     | 10/09/2013                                                                     | 17                                                                             | Stade Mustapha-Tchaker, Blida                                                  | Mali                                                                           | 1 - 0                                                                          | 1 - 0                                                                          | Qualifs CDM 2014                                                               | 51e du pied gauche                                                             |                                                                                |
| 10                                    | 05/03/2014                                                                     | 20                                                                             | Stade Mustapha-Tchaker, Blida                                                  | Slovénie                                                                       | 1 - 0                                                                          | 2 - 0                                                                          | Match amical                                                                   | 45e de la tête                                                                 |                                                                                |
| 11                                    | 04/06/2014                                                                     | 22                                                                             | Stade de Genève, Genève                                                        | Roumanie                                                                       | 2 - 1                                                                          | 2 - 1                                                                          | Match amical                                                                   | 65e du pied gauche                                                             |                                                                                |
| 12                                    | 06/09/2014                                                                     | 26                                                                             | Stade d'Addis-Abeba, Addis-Abeba                                               | Éthiopie                                                                       | 0 - 1                                                                          | 1 - 2                                                                          | Qualifs CAN 2015                                                               | 35e du pied gauche                                                             |                                                                                |
| 13                                    | 01/02/2015                                                                     | 32                                                                             | Nuevo Estadio de Malabo, Malabo                                                | Côte d'Ivoire                                                                  | 1 - 1                                                                          | 3 - 1                                                                          | CAN 2015                                                                       | 51e du pied gauche                                                             |                                                                                |
| 14                                    | 13/06/2015                                                                     | 33                                                                             | Stade Mustapha-Tchaker, Blida                                                  | Seychelles                                                                     | 2 - 0                                                                          | 4 - 0                                                                          | Qualifs CAN 2017                                                               | 34e de la tête                                                                 |                                                                                |
| 15                                    | 13/06/2015                                                                     | 33                                                                             | Stade Mustapha-Tchaker, Blida                                                  | Seychelles                                                                     | 3 - 0                                                                          | 4 - 0                                                                          | Qualifs CAN 2017                                                               | 47e du pied gauche                                                             |                                                                                |
| 16                                    | 06/09/2015                                                                     | 34                                                                             | Stade Setsoto, Maseru                                                          | Lesotho                                                                        | 1 - 2                                                                          | 1 - 3                                                                          | Qualifs CAN 2017                                                               | 85e de la tête                                                                 |                                                                                |
| 17                                    | 06/09/2015                                                                     | 34                                                                             | Stade Setsoto, Maseru                                                          | Lesotho                                                                        | 1 - 3                                                                          | 1 - 3                                                                          | Qualifs CAN 2017                                                               | 90e du pied droit                                                              |                                                                                |
| 18                                    | 02/06/2016                                                                     | 37                                                                             | Stade Linité, Victoria                                                         | Seychelles                                                                     | 0 - 2                                                                          | 0 - 2                                                                          | Qualifs CAN 2017                                                               | 61e du pied gauche                                                             |                                                                                |
| 19                                    | 04/09/2016                                                                     | 38                                                                             | Stade Mustapha-Tchaker, Blida                                                  | Lesotho                                                                        | 1 - 0                                                                          | 6 - 0                                                                          | Qualifs CAN 2017                                                               | 7e du pied droit                                                               |                                                                                |
| 20                                    | 04/09/2016                                                                     | 38                                                                             | Stade Mustapha-Tchaker, Blida                                                  | Lesotho                                                                        | 4 - 0                                                                          | 6 - 0                                                                          | Qualifs CAN 2017                                                               | 38e de la tête                                                                 |                                                                                |
| 21                                    | 09/10/2016                                                                     | 39                                                                             | Stade Mustapha-Tchaker, Blida                                                  | Cameroun                                                                       | 1 - 0                                                                          | 1 - 1                                                                          | Qualifs CDM 2018                                                               | 7e du pied droit                                                               |                                                                                |
| 22                                    | 06/06/2017                                                                     | 41                                                                             | Stade Mustapha-Tchaker, Blida                                                  | Guinée                                                                         | 2 - 1                                                                          | 2 - 1                                                                          | Match amical                                                                   | 79e du pied gauche                                                             |                                                                                |
| 23                                    | 14/11/2019                                                                     | 50                                                                             | Stade Mustapha-Tchaker, Blida                                                  | Zambie                                                                         | 4 - 0                                                                          | 5 - 0                                                                          | Qualifs CAN 2021                                                               | 86e du pied gauche                                                             |                                                                                |
| 24                                    | 01/12/2021                                                                     | 53                                                                             | Stade Ahmed-ben-Ali, Al Rayyan                                                 | Soudan                                                                         | 4 - 0                                                                          | 4 - 0                                                                          | Coupe arabe de la FIFA 2021                                                    | 46e du pied gauche                                                             |                                                                                |
| Total                                 | 24 buts (5 du pied droit, 11 du pied gauche et 8 de la tête) en 56 sélections. | 24 buts (5 du pied droit, 11 du pied gauche et 8 de la tête) en 56 sélections. | 24 buts (5 du pied droit, 11 du pied gauche et 8 de la tête) en 56 sélections. | 24 buts (5 du pied droit, 11 du pied gauche et 8 de la tête) en 56 sélections. | 24 buts (5 du pied droit, 11 du pied gauche et 8 de la tête) en 56 sélections. | 24 buts (5 du pied droit, 11 du pied gauche et 8 de la tête) en 56 sélections. | 24 buts (5 du pied droit, 11 du pied gauche et 8 de la tête) en 56 sélections. | 24 buts (5 du pied droit, 11 du pied gauche et 8 de la tête) en 56 sélections. | 24 buts (5 du pied droit, 11 du pied gauche et 8 de la tête) en 56 sélections. |

## Palmarès

### En clubs
| ASO Chlef - Championnat d'Algérie (1) : - Champion : 2011 |  | Vitória Guimarães - Coupe du Portugal (1) : - Vainqueur en 2013 |  | Dinamo Zagreb - Championnat de Croatie (4) : - Champion : 2014, 2015, 2016 et 2018 - Coupe de Croatie de football (3) : - Vainqueur : 2015, 2016 et 2018 - Supercoupe de Croatie (1) : - Vainqueur : 2013 | Olympiakos - Championnat de Grèce (1) : - Champion : 2020 - Coupe de Grèce (1) : - Vainqueur : 2020 |

### En sélection
Algérie
- Coupe Arabe de la FIFA
  - Vainqueur : 2021

### Distinctions personnelles
- Oscars de Maracana Meilleur joueur du Championnat d'Algérie : 2010-2011
- Meilleurs Espoir DZfoot de l'année 2008.
- DZFoot d'Or: 2013[22].
- Meilleur buteur du championnat d'Algérie en 2011 (18 buts).

- "El Khabar Erriadhi"  Soulier Condor (meilleur buteur algérien dans les championnats européens) 2017 (22 buts)[23]
- Meilleur joueur du championnat de Croatie en 2017.

- Meilleur buteur du championnat de Croatie en 2018.
- Football Oscar: Meilleur joueur du championnat de Croatie en 2018 [24]
- Football Oscar :Membre de l'équipe type du championnat de Croatie en 2014, 2017, 2018
- Meilleurs buteurs des éliminatoires de la coupe d’Afrique de 2017 (7 buts)
- Meilleur joueur en octobre du Championnat de Grèce 2019[25]
- Meilleur joueur en Avril 2024 , Mai 2024, mars 2025 du Prva Liga[26],[27]

- Membre de l'équipe type du Prva Liga en 2024 [28]
- Élu meilleur joueur de  l’année 2024 de l'NK Maribor[29],[30]
- Meilleur joueur en février 2025 , mars 2025, avril 2025 de l'NK Maribor[31]